# Joachim Meisner
Pour les articles homonymes, voir Meisner.
Joachim Meisner est un prélat allemand, né le 25 décembre 1933 à Breslau et mort le 5 juillet 2017 à Bad Füssing en Bavière. Il a été évêque de Berlin de 1980 à 1988 puis archevêque de Cologne de 1988 à 2014. Il a été créé cardinal en 1983.

## Biographie

### Formation
Joachim Meisner étudie au séminaire d'Erfurt, obtenant un doctorat en théologie en 1962.
Il est ordonné prêtre le 22 décembre 1962 pour le diocèse d'Erfurt-Meiningen.

### Prêtre
Joachim Meisner exerce son ministère sacerdotal en paroisse, mais aussi comme directeur diocésain de l'œuvre de charité Caritas.

### Évêque
Nommé évêque auxiliaire d'Erfurt-Meiningen avec le titre d'évêque in partibus de Vina (de) le 17 mars 1975, il est consacré deux mois plus tard. Il est nommé délégué lors du quatrième synode des évêques au Vatican en 1977, lorsqu'il renouvelle son amitié avec Jean-Paul II. 
Le 22 avril 1980, il est nommé évêque de Berlin.
En 1988, Joachim Meisner est nommé archevêque de Cologne à la suite de la mort du cardinal Joseph Höffner. À ce titre, il accueille dans son diocèse en 2005 les Journées mondiales de la jeunesse, présidées par le nouveau pape Benoît XVI.
Le 28 février 2014, le pape accepte sa démission de son poste d'archevêque selon le code de droit canon.

### Cardinal
Joachim Meisner est créé cardinal lors du consistoire du 2 février 1983, avec le titre de cardinal-prêtre de Santa Pudenziana. Il participe aux conclaves de 2005 et de 2013 qui élisent respectivement les papes Benoît XVI et François.
Au sein de la Curie romaine, il est membre de la Congrégation pour le culte divin et la discipline des sacrements, de la Congrégation des évêques, de la Congrégation pour le clergé et du Conseil pontifical pour les textes législatifs.
Il procède à la béatification, au nom du pape Benoît XVI, de Rosa Flesch (1826-1906) en la cathédrale de Trèves, le 4 mai 2008.
Il meurt subitement le 5 juillet 2017 pendant ses vacances à Bad Füssing en Bavière, à l'âge de 83 ans. Le 15 juillet 2017, après les funérailles solennelles célébrées par le cardinal Rainer Maria Woelki, il est enterré dans la crypte de la cathédrale de Cologne.

## Prises de position
Comme archevêque du plus grand diocèse d'Allemagne, il est aussi une figure importante dans la vie nationale allemande. Il prend la parole à diverses reprises pour défendre la doctrine sociale de l'Église et pour témoigner son affection envers le pape Benoît XVI. 
En 2007, lors de l'inauguration du musée d'art sacré de Kolumba, il indique sa vision des liens entre art et religion : « chaque fois que la culture se coupe de Dieu, le culte s'atrophie en ritualisme et la culture dégénère ». Une polémique s'est ensuivie, lui reprochant de reprendre l'expression d'art dégénéré.
En janvier 2014, il affirmait devant des membres du mouvement catholique conservateur Chemin néocatéchuménal que « chacune de vos familles vaut aisément pour moi trois familles musulmanes », ce qui avait déclenché la colère des représentants de la communauté musulmane allemande.
En novembre 2016, il adresse au pape, conjointement avec les cardinaux Raymond Burke, Carlo Caffarra et Walter Brandmüller, une lettre publique exprimant des « doutes » (dubia) au sujet de certaines prises de position d’Amoris lætitia qui pourraient être comprises dans un sens contraire à la tradition.